# Gaudenzio Sceti
Gaudenzio Sceti (Campertogno, ... – Varallo, 1698) è stato uno scultore e incisore italiano del secolo XVII.
Molto famoso presso i suoi contemporanei, è stato autore del gruppo del Crocifisso con la Vergine e S. Giovanni nella collegiata di Varallo, nella scia di Giovanni d'Enrico, e delle statue delle due cappelle distrutte del Sacro Monte, dette del Paradiso, delle quali si conservano nella pinacoteca di Varallo la Sant'Anna e la Madonna col Bambino.
A lui sono poi attribuiti la statua della Vergine del Rosario ed il ricchissimo ed imponente altar maggiore della parrocchia di Roccapietra, in legno scolpito e dorato, uno dei più belli tra i molti e notevoli che ancora ornano le chiese della Valsesia.
È probabile che abbia anche collaborato all'esecuzione dei grandiosi gruppi statuari che popolano la cupola della basilica del Sacro Monte di Varallo.
Gaudenzio Sceti si dedicò pure all'incisione, eseguendo su rame nel 1671 con tratto sicuro e nitido. Il vero ritratto del Sacro Monte di Varallo, chiaro e completo panorama del santuario, ricavato però da altra incisione anonima, anteriore al 1649.